# Oreochromis mossambicus
Oreochromis mossambicus és una espècie de peix de la família dels cíclids i de l'ordre dels perciformes que habita al riu Limpopo (Província de Transvaal i Cap Oriental) i riu Zambezi. Els adults poden assolir 39 cm de longitud total.